# Den Helder
Den Helder (anhörenⓘ) ist eine niederländische Gemeinde an der Nordseeküste in der Provinz Nordholland. Am 1. Januar 2025 hatte sie laut CBS 56.655 Einwohner.

## Geographie

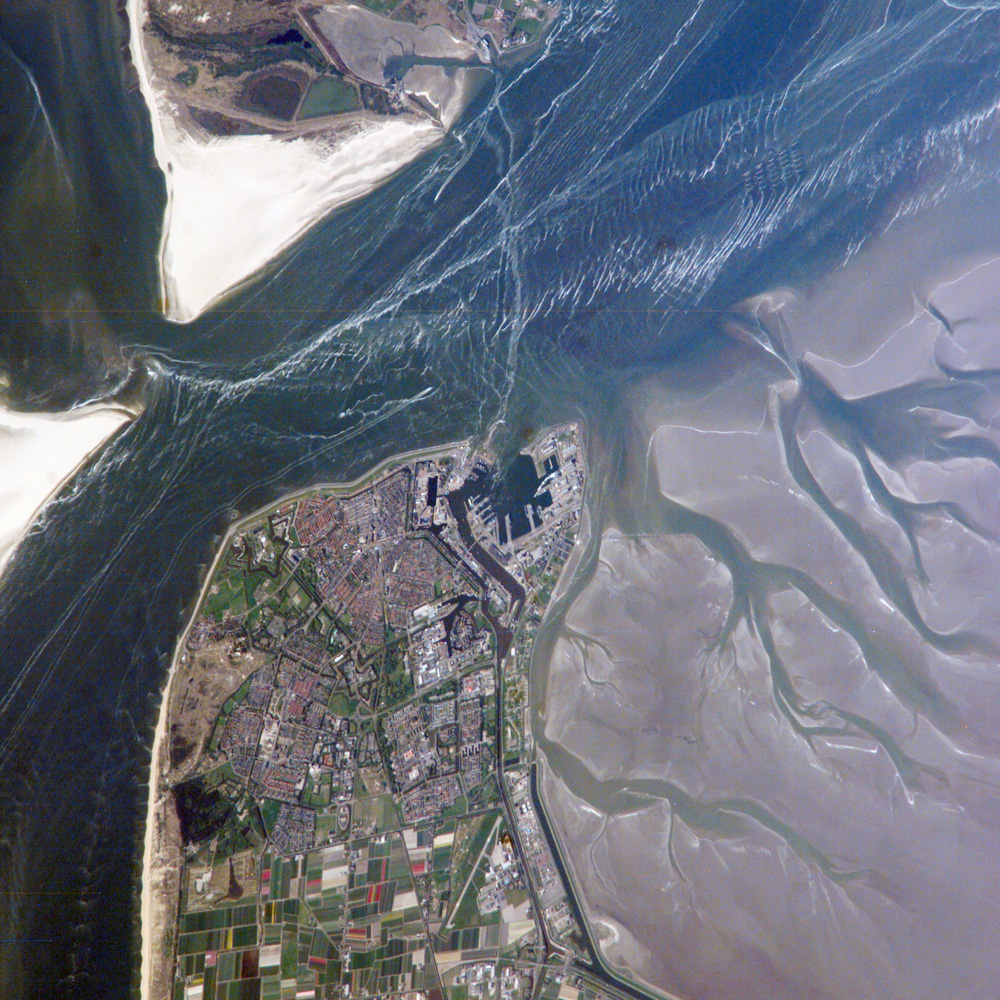
Satellitenaufnahme von Den Helder mit der Insel Texel, dem Marsdiep und der vorgelagerten Sandbank Noorderhaaks

Den Helder liegt an der nördlichen Spitze der Halbinsel Nord-Holland, etwa 80 km nördlich von Amsterdam. Von hier aus gelangt man mit einer Autofähre zur benachbarten Westfriesischen Insel Texel. Südlich von Den Helder schließt sich die Gemeinde Schagen, südöstlich die Gemeinde Hollands Kroon an.
Zwischen Den Helder und Texel liegt das Marsdiep, der einzige Zugang für größere Schiffe von der Nordsee zum IJsselmeer und somit zu den früher wichtigen Handelsstädten und -häfen Hoorn, Enkhuizen und Amsterdam. Die meisten Einwohner der Gemeinde Den Helder, circa 44.000, wohnen in der gleichnamigen Stadt. Die anderen Einwohner der Gemeinde wohnen im Ortsteil Julianadorp (rund 15.000) und im nostalgischen Walfängerdorf Huisduinen (ungefähr 1000). Neben diesen beiden Dörfern gehören zu Den Helder noch die Bauerschaften De Kooy, Friese Buurt, Noorderhaven und Blauwe Keet sowie das Feriendorf Julianadorp aan Zee.
An Landschaftsformen finden sich Strand, Wälder, Dünen, Weiden, Polderlandschaften und Wattgebiete.

## Klima
Das Wetter von Den Helder ist stark von der Nordsee geprägt.
|                        | Jan | Feb | Mär | Apr  | Mai  | Jun  | Jul  | Aug  | Sep  | Okt  | Nov | Dez |   |      |
| Mittl. Temperatur (°C) | 3,2 | 3,0 | 5,2 | 7,6  | 11,6 | 14,2 | 16,6 | 16,9 | 14,5 | 11,0 | 7,1 | 4,6 | ⌀ | 9,7  |
| Mittl. Tagesmax. (°C)  | 5,2 | 5,2 | 7,9 | 10,7 | 14,9 | 17,4 | 19,7 | 20,2 | 17,6 | 13,7 | 9,3 | 6,6 | ⌀ | 12,4 |
| Mittl. Tagesmin. (°C)  | 0,8 | 0,6 | 2,5 | 4,4  | 8,2  | 10,9 | 13,3 | 13,5 | 11,2 | 8,0  | 4,5 | 2,3 | ⌀ | 6,7  |
|                        |     |     |     |      |      |      |      |      |      |      |     |     |   |      |
| Niederschlag (mm)      | 64  | 40  | 54  | 35   | 42   | 53   | 56   | 60   | 87   | 90   | 92  | 71  | Σ | 744  |
|                        |     |     |     |      |      |      |      |      |      |      |     |     |   |      |
| Sonnenstunden (h/d)    | 2,3 | 3,4 | 4,6 | 6,7  | 7,1  | 8,2  | 7,5  | 7    | 5,2  | 4,2  | 2,4 | 2   | ⌀ | 5,1  |

| 0,8 |

| 0,6 |

| 2,5 |

| 4,4 |

| 8,2 |

| 10,9 |

| 13,3 |

| 13,5 |

| 11,2 |

| 8,0 |

| 4,5 |

| 2,3 |

| 0,8 |

| 0,6 |

| 2,5 |

| 4,4 |

| 8,2 |

| 10,9 |

| 13,3 |

| 13,5 |

| 11,2 |

| 8,0 |

| 4,5 |

| 2,3 |

## Geschichte

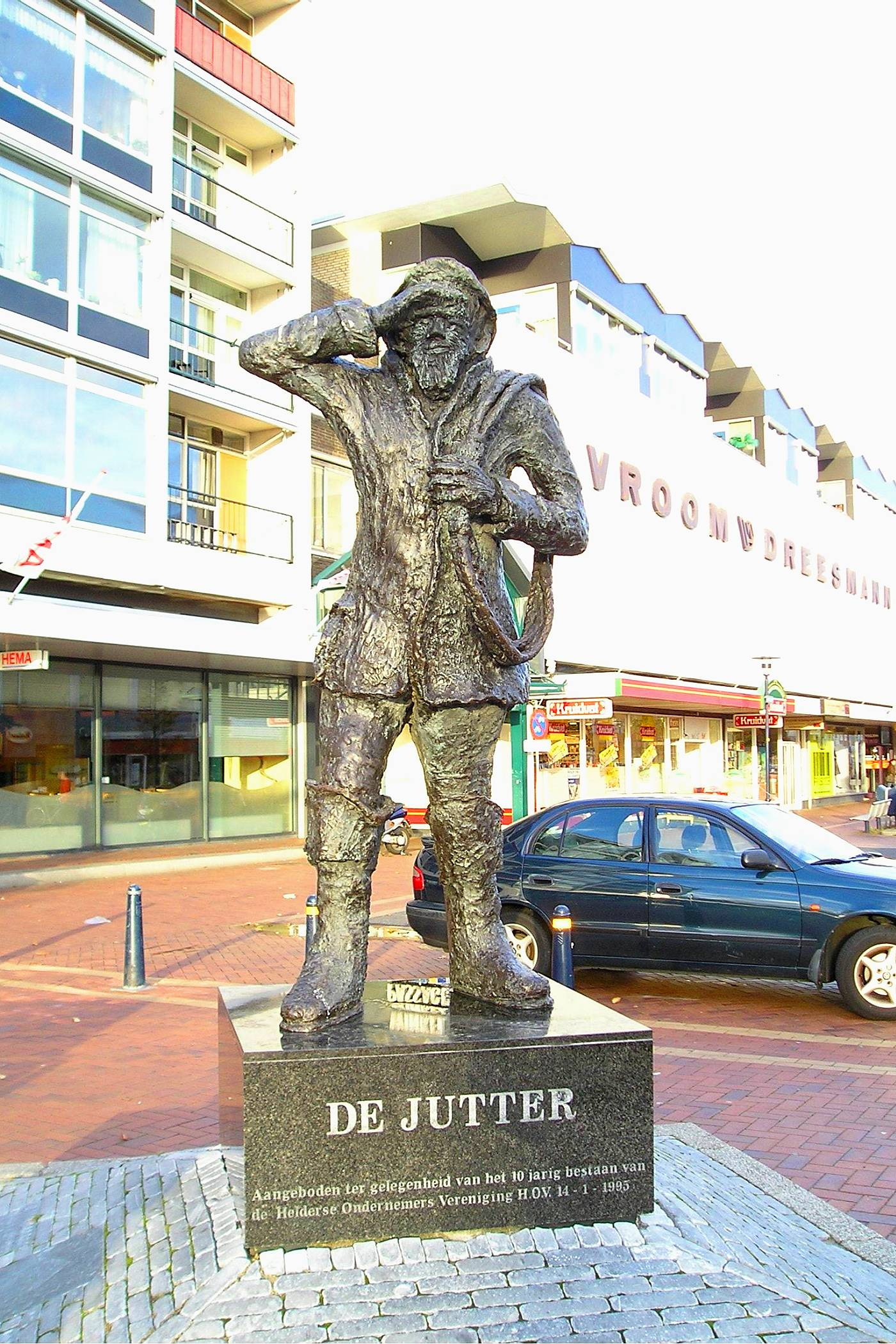
De Jutter

Auf Texel versorgten sich über Jahrhunderte die Schiffe der Niederländischen Ostindien-Kompanie mit Nahrung und Frischwasser, bevor sie ihre Fahrt nach Ostindien antraten.
Den Helder hatte von jeher eine große strategische Bedeutung und besitzt noch immer einen großen Marinehafen. Die stark befestigte Stadt bot mit ihren vielen Kanonen feindlichen Schiffen, die es auf die reichen Städte an der Zuiderzee (dem heutigen IJsselmeer) abgesehen hatten, einen äußerst wehrhaften Eindruck. Daher der Name „Den Helder“, der sich von Den Helsdeur ableitet. Ins Deutsche übersetzt bedeutet das „Zum Höllentor“. Es gibt noch eine andere Version zur Entstehung des Namens: Die frühen Einwohner hatten oft mit der Naturgewalt der Nordsee zu kämpfen und gaben deshalb ihrer Heimat diesen Namen.
Die frühen Bewohner, Bauern und Fischer, besserten ihren Lebensunterhalt durch „jutten“ auf. Das heißt, sie suchten die Strände nach brauchbarem Treibgut ab. Auch wurden in stürmischen Nächten falsche Leuchtfeuer gelegt, um Schiffe zum Stranden zu bringen und sie dann zu plündern und die Besatzung auszurauben. Jutter waren demnach Strandräuber, die auch Tote in Kauf nahmen. Den Helder wird auch Nieuwediep genannt. Die Einwohner sind in Verklärung der Vergangenheit daher auch als Nieuwediepers oder Jutters (sprich Jötters) bekannt.
Im 19. Jahrhundert erfuhr Den Helder dank der Fertigstellung des Nordhollandkanals 1824 einen wirtschaftlichen Aufschwung.

## Politik

### Sitzverteilung im Gemeinderat
Seit 1982 setzt sich der Gemeinderat von Den Helder wie folgt zusammen:
| Partei                         | Sitze a | Sitze a | Sitze a | Sitze a | Sitze a | Sitze a | Sitze a | Sitze a | Sitze a | Sitze a | Sitze a |
| Partei                         | 1982    | 1986    | 1990    | 1994    | 1998    | 2002    | 2006    | 2010    | 2014    | 2018    | 2022    |
| ------------------------------ | ------- | ------- | ------- | ------- | ------- | ------- | ------- | ------- | ------- | ------- | ------- |
| Behoorlijk Bestuur b           | –       | –       | –       | –       | –       | –       | 1       | 1       | 1       | 1       | 7       |
| Beter voor Den Helder          | –       | –       | –       | –       | –       | –       | –       | –       | –       | 6       | 4       |
| VVD c                          | 13      | 9       | 6       | 9       | 9       | 6       | 6       | 5       | 4       | 4       | 3       |
| CDA                            | 8       | 7       | 7       | 5       | 5       | 6       | 4       | 3       | 4       | 5       | 3       |
| D66                            | 2       | 3       | 11      | 8       | 4       | 3       | 2       | 4       | 4       | 2       | 2       |
| GroenLinks                     | –       | –       | 1       | 2       | 3       | 2       | 1       | 1       | 1       | 1       | 2       |
| PVV                            | –       | –       | –       | –       | –       | –       | –       | –       | –       | 3       | 2       |
| Stadspartij Den Helder         | –       | –       | –       | –       | –       | 3       | 2       | 3       | 11      | 2       | 2       |
| Seniorenpartij                 | –       | –       | –       | –       | –       | –       | –       | –       | –       | 2       | 2       |
| PvdA                           | 9       | 12      | 7       | 7       | 7       | 5       | 8       | 4       | 2       | 2       | 2       |
| ChristenUnie                   | –       | –       | –       | –       | –       | 2       | 2       | 2       | 1       | 2       | 1       |
| Samen Actief SR                | –       | –       | –       | –       | –       | –       | –       | –       | –       | –       | 1       |
| Gemeentebelangen Den Helder    | –       | –       | –       | –       | –       | –       | –       | –       | –       | 1       | –       |
| Helder Onafhankelijk!          | –       | –       | –       | –       | –       | –       | –       | –       | 2       | 0       | –       |
| Vrije Socialisten              | –       | –       | –       | –       | –       | –       | –       | –       | 1       | 0       | –       |
| TROTS                          | –       | –       | –       | –       | –       | –       | –       | 5       | –       | –       | –       |
| SP                             | –       | –       | –       | –       | –       | –       | 4       | 3       | –       | –       | –       |
| KiesKees.nl c                  | –       | –       | –       | –       | –       | –       | 1       | –       | –       | –       | –       |
| Leefbaar Den Helder            | –       | –       | –       | –       | –       | 5       | –       | –       | –       | –       | –       |
| Algemeen Ouderen Verbond       | –       | –       | –       | –       | 3       | 1       | –       | –       | –       | –       | –       |
| Unie 55+                       | –       | –       | –       | –       | 3       | –       | –       | –       | –       | –       | –       |
| GPV                            | 0       | 0       | 1       | 2       | 2       | –       | –       | –       | –       | –       | –       |
| RPF                            | 0       | 0       | 1       | 2       | 2       | –       | –       | –       | –       | –       | –       |
| SGP                            | 0       | 0       | 1       | 2       | –       | –       | –       | –       | –       | –       | –       |
| Rechtsgelijkheid voor iedereen | 0       | 1       | 0       | –       | –       | –       | –       | –       | –       | –       | –       |
| PPR                            | 1       | 1       | –       | –       | –       | –       | –       | –       | –       | –       | –       |
| CPN                            | 1       | 1       | –       | –       | –       | –       | –       | –       | –       | –       | –       |
| PSP                            | 1       | 1       | –       | –       | –       | –       | –       | –       | –       | –       | –       |
| Gesamt                         | 33      | 33      | 33      | 33      | 33      | 33      | 31      | 31      | 31      | 31      | 31      |

Anmerkungen

### Städtepartnerschaft
- Lüdenscheid, Deutschland (seit 1980)

## Wirtschaft und Infrastruktur
Für die Blumenzwiebelzucht werden große Gebiete entlang des Dünenrandes in Den Helder und Umgebung genutzt.
Der stetig wachsende Tourismus (1,5 Millionen Übernachtungen 2005) sorgt für weitere Arbeitsplätze.

### Schienenverkehr
Der Schienenverkehr wird in Den Helder über den Bahnhof Den Helder und den Südbahnhof abgewickelt. Es besteht dabei ein (mindestens) halbstündlicher Verkehr in Richtung Amsterdam nach Nijmegen.

### Busverkehr
Die Hauptbusstation befindet sich ebenfalls am Bahnhof Den Helder. Die Verkehre in und um die Stadt werden von dem zu Transdev gehörenden Anbieter Connexxion durchgeführt. In den niederländischen Sommerferien verbindet die Linie 851 die Stadt mit den Küstenorten.

### Hafen
Durch die direkte Verbindung mit dem offenen Meer und durch eine gute Erreichbarkeit sowohl vom Nordosten (Deutschland und Skandinavien) als auch vom Süden (Amsterdam und Schiphol) aus ist der Hafen von Den Helder für den Umschlag vom Meer zum Binnengewässer und Schienennetz gut geeignet.
Größter Arbeitgeber der Marinestadt ist die seit 1815 ansässige Königliche Marine und deren verwandte Bereiche sowie die Nederlandse Kustwacht. Das Zentrum des heutigen Hafengebiets bildet die von Napoleon gegründete Reichswerft „Willemsoord“.
Viele Versorgungsfahrten zu den Bohrplattformen in der Nordsee beginnen hier.
Dem Fischfang steht eine der modernsten Fischauktionen Europas zur Verfügung.
Die Fähren der Reederei Teso nach Texel legen vom Anleger in Den Helder ab.

### Flugverkehr

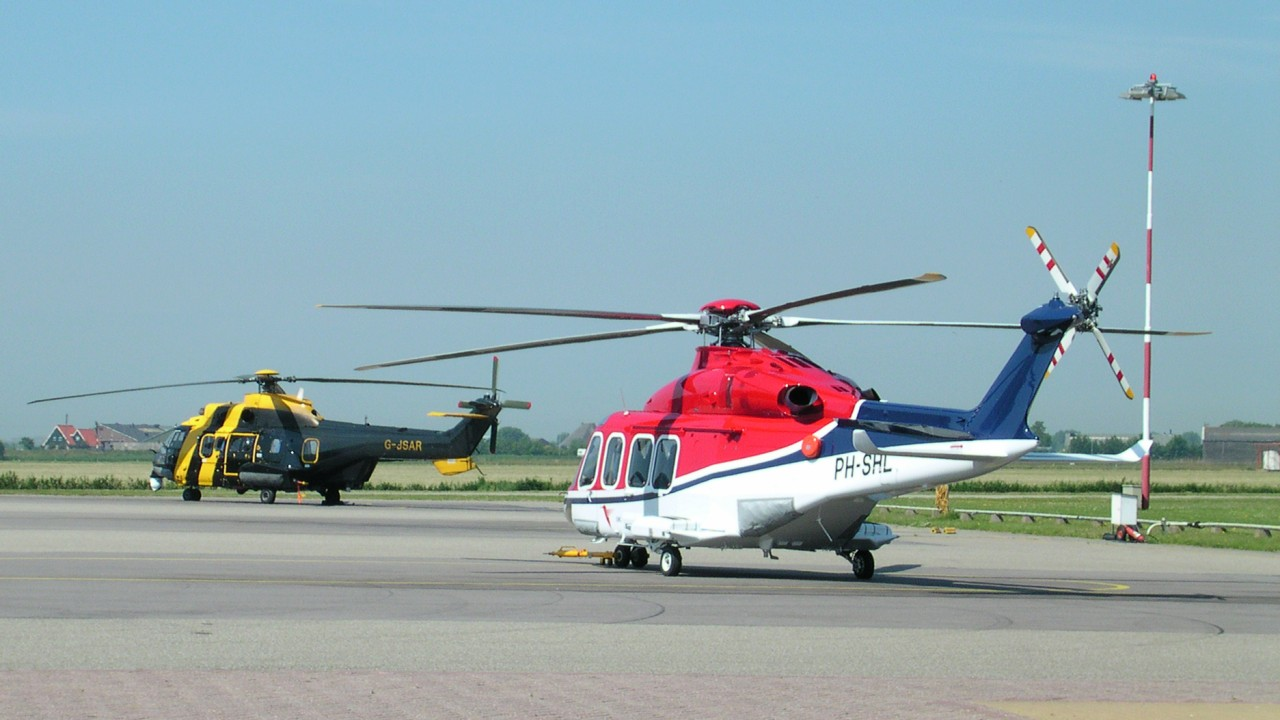
Hubschrauber auf dem Flugfeld Den Helder

Der Flughafen Den Helder wird hauptsächlich von Helikoptern genutzt, die täglich zu den Bohrinseln in der Nordsee fliegen. 1996 waren es allein 14.000 Helikopterflüge, im Jahr 2003 erhielt der Flughafen von der niederländischen Regierung die Genehmigung, die Anzahl auf 20.000 zu erhöhen. Diverse Flugzeuggesellschaften betreuen immer häufiger Fracht-, Charter- und Geschäftsreisen ins Ausland.

## Museen
- das Museum Fort Kijkduin
- das Atlantikwallmuseum in Huisduinen
- der Botanische Pflanzengarten Hortus Overzee
- der Museumshafen Willemsoord („alte Reichswerft Willemsoord“) mit
- dem dortigen Rettungsbootmuseum Dorus Rijkers sowie
- dem dortigen Marinemuseum

Ehemalige Museen
- das Käthe-Kruse-Spielzeug- und Puppenmuseum (geschlossen seit Januar 2013)[16]
- Rob Scholte Museum

## Galerie

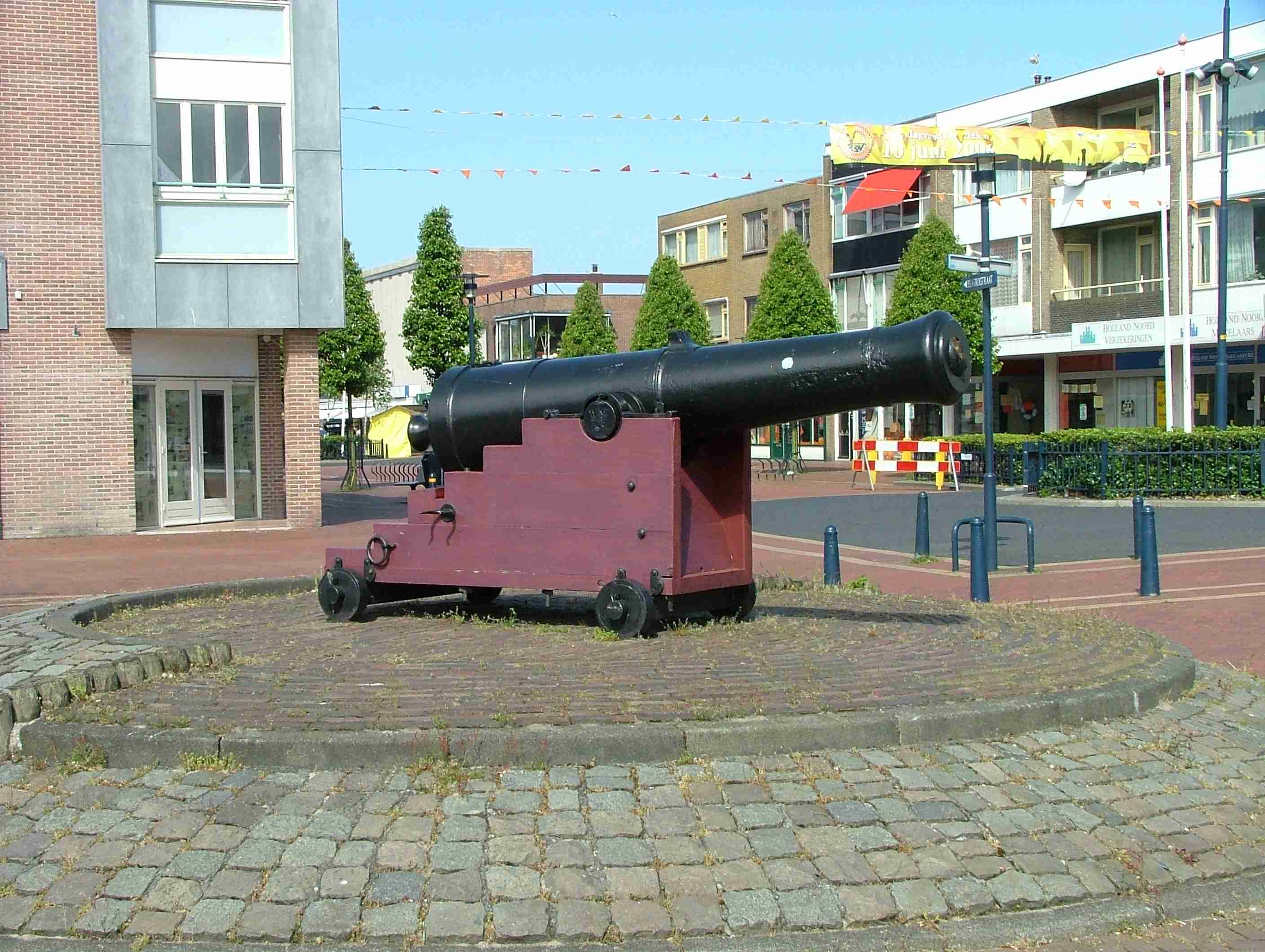
Kanone
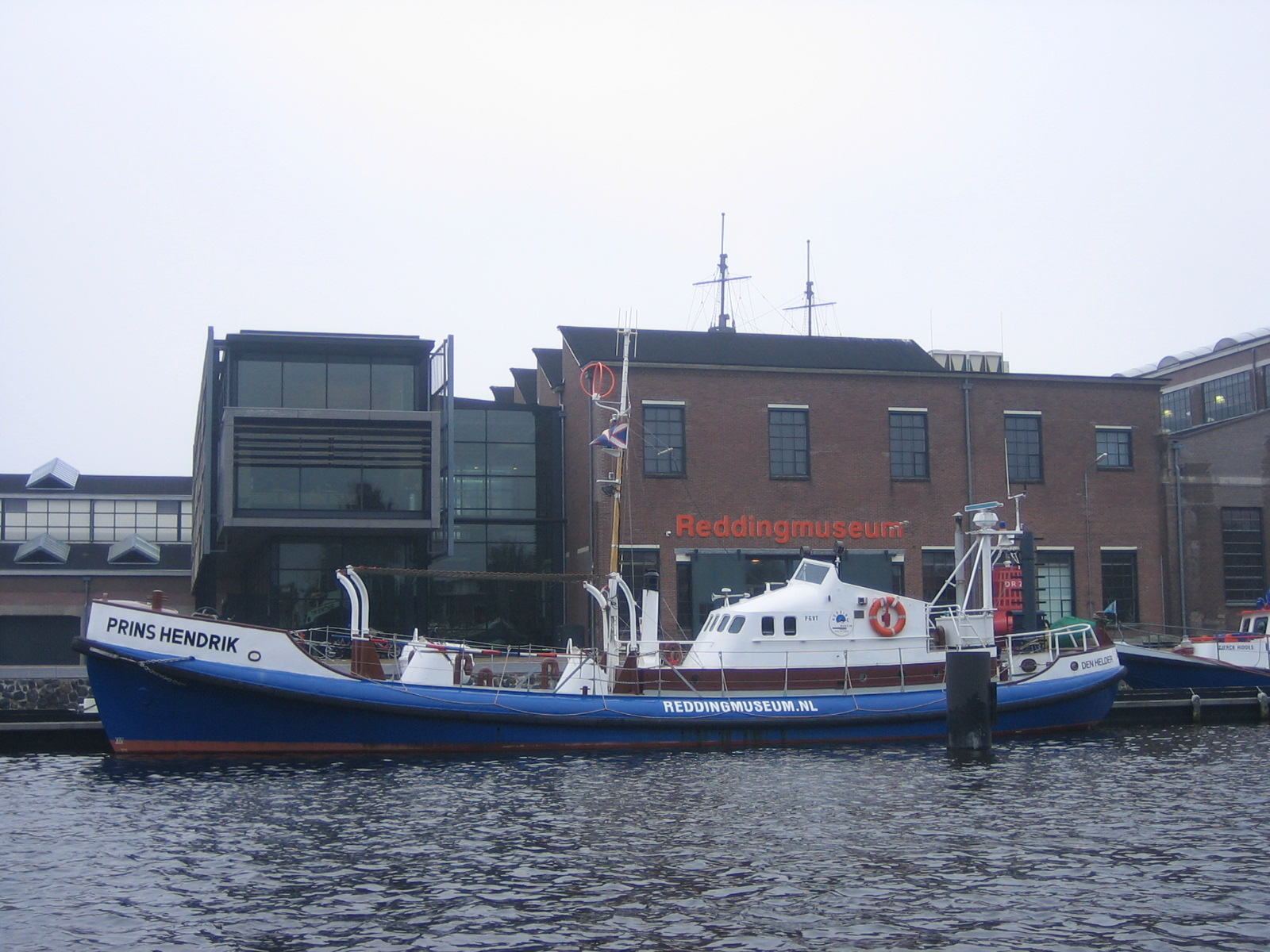
Die Prins Hendrik vor dem Rettungsbootmuseum
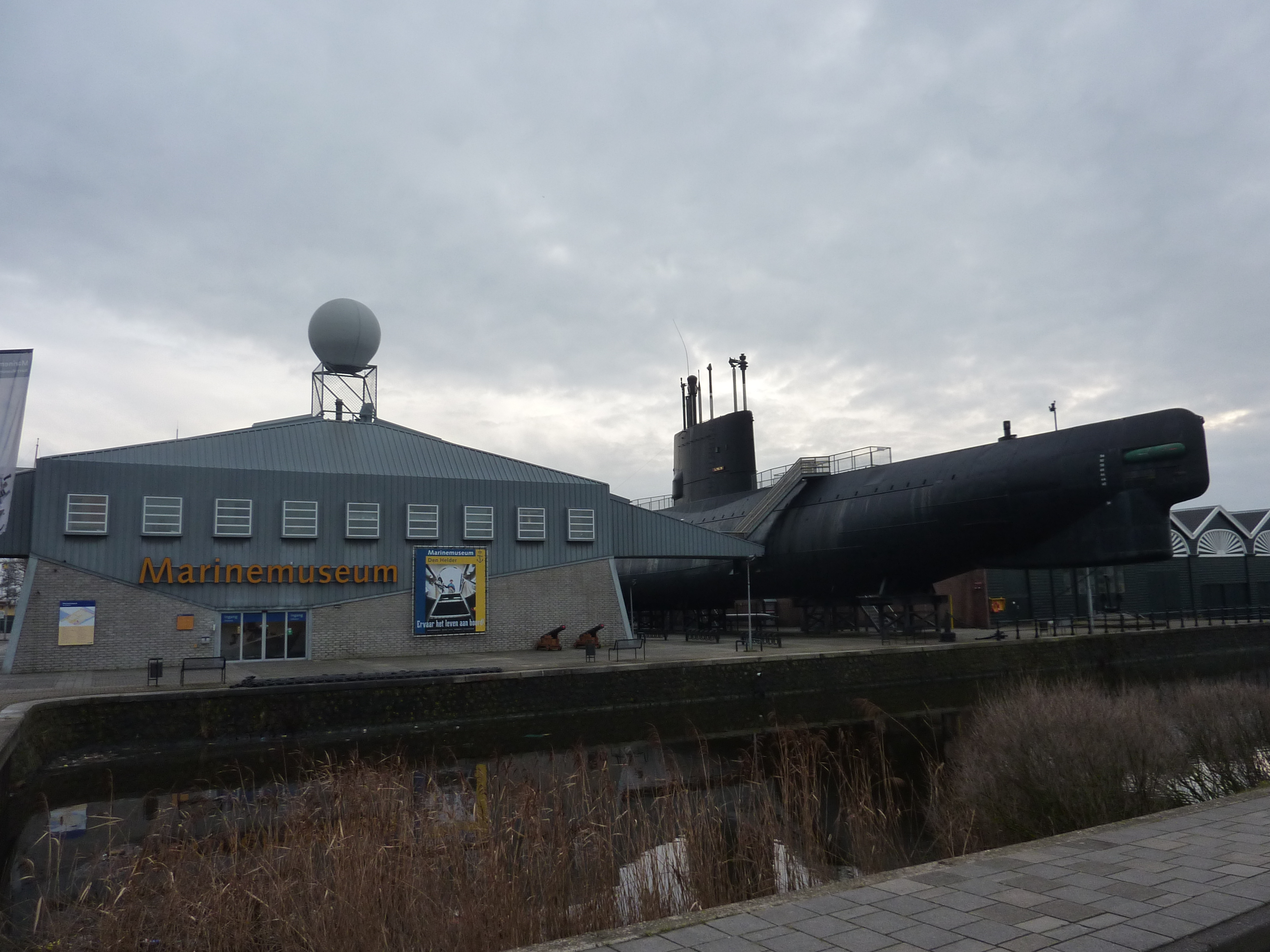
Marinemuseum mit dem Unterseeboot Tonijn
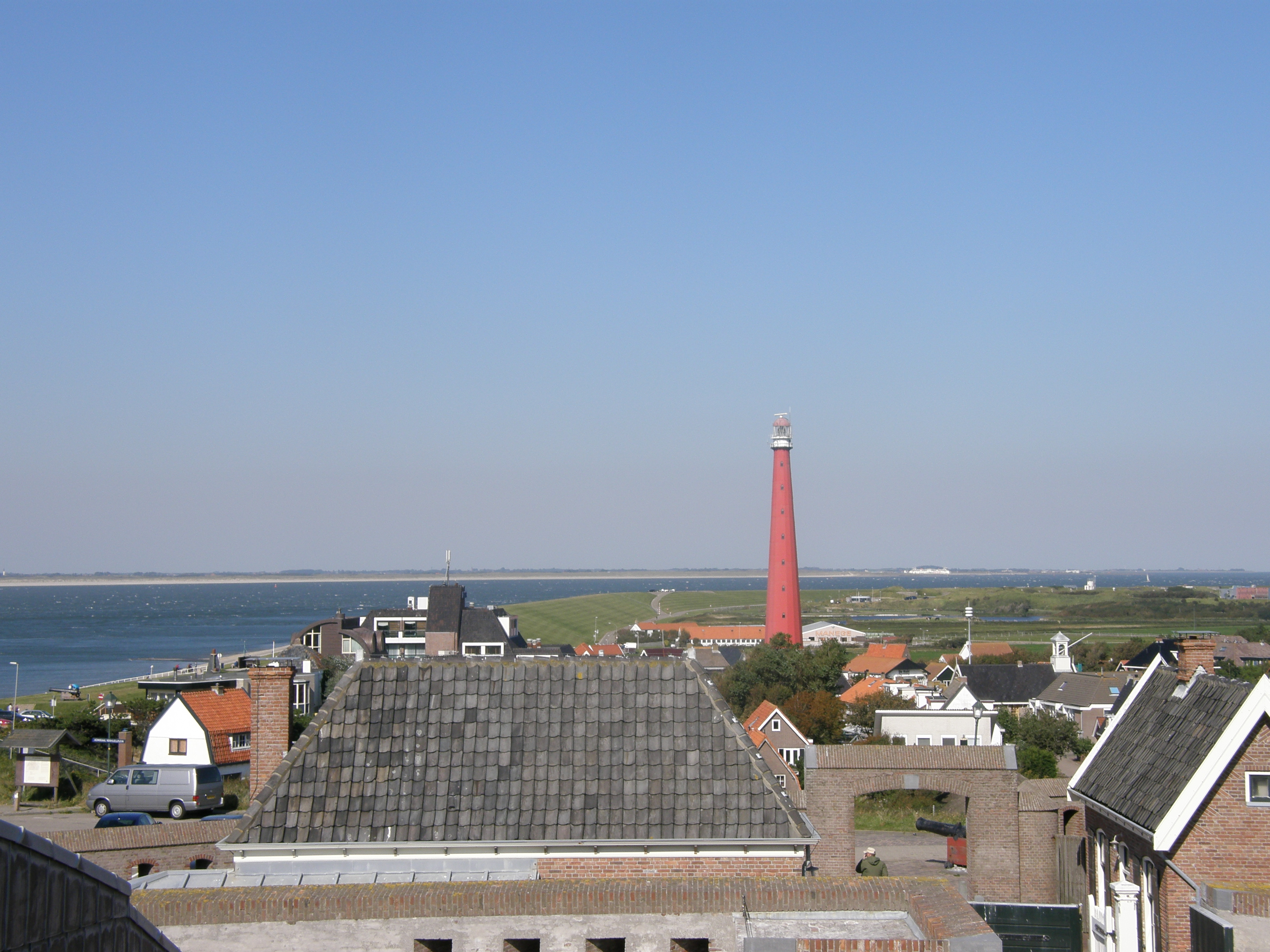
Leuchtturm „Lange Jaap“ von Fort Kijkduin gesehen
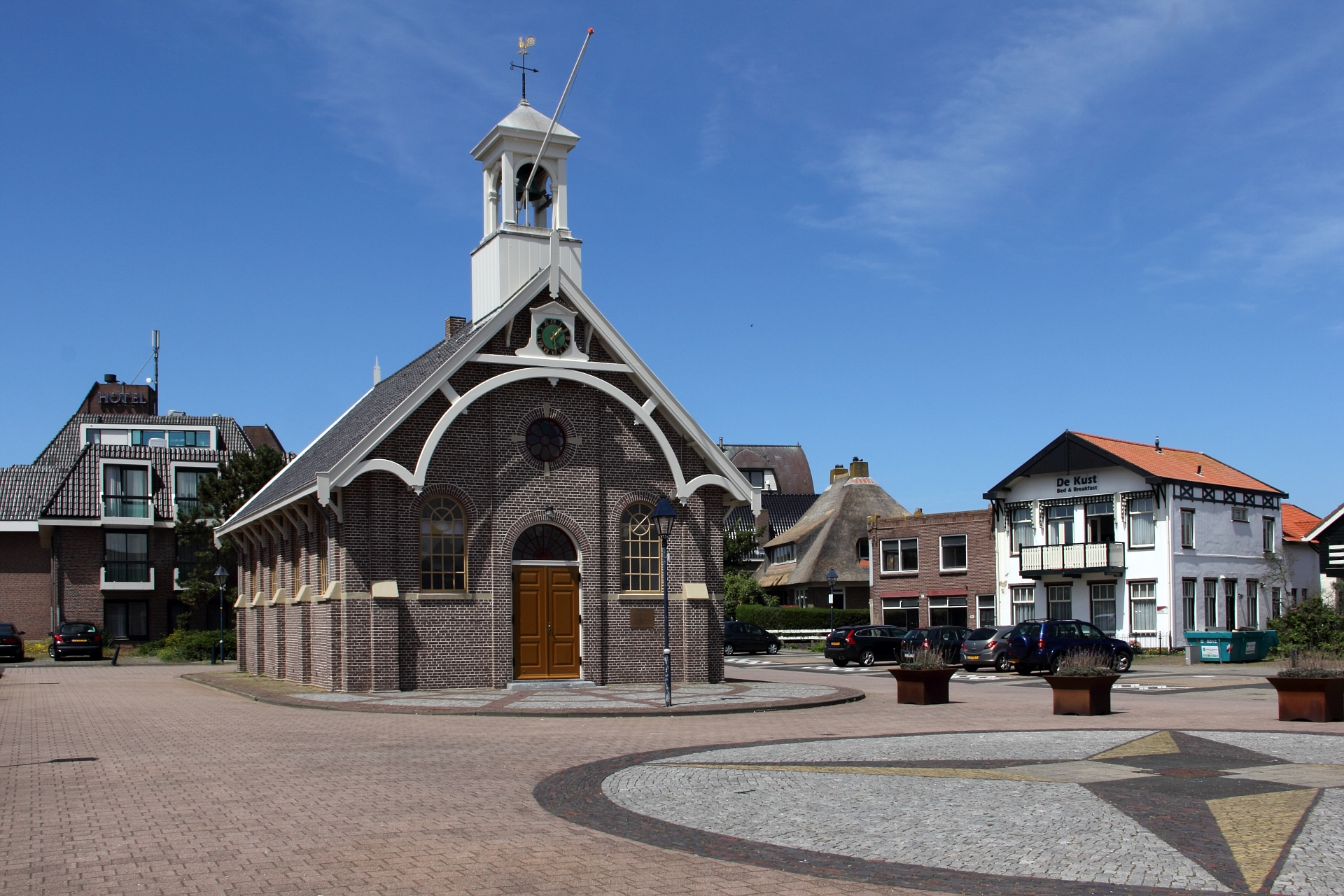
Kirche in Huisduinen
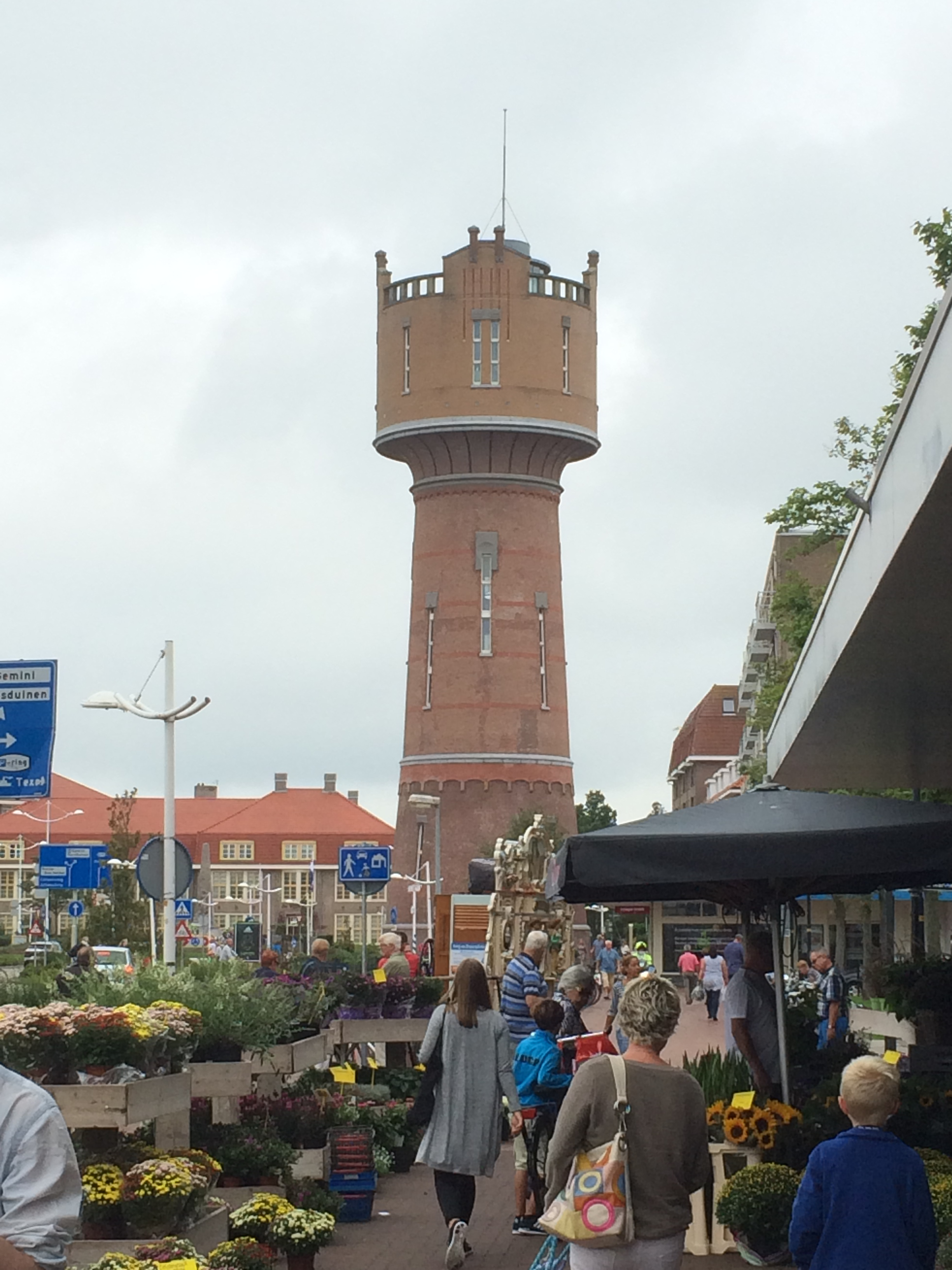
Wasserturm
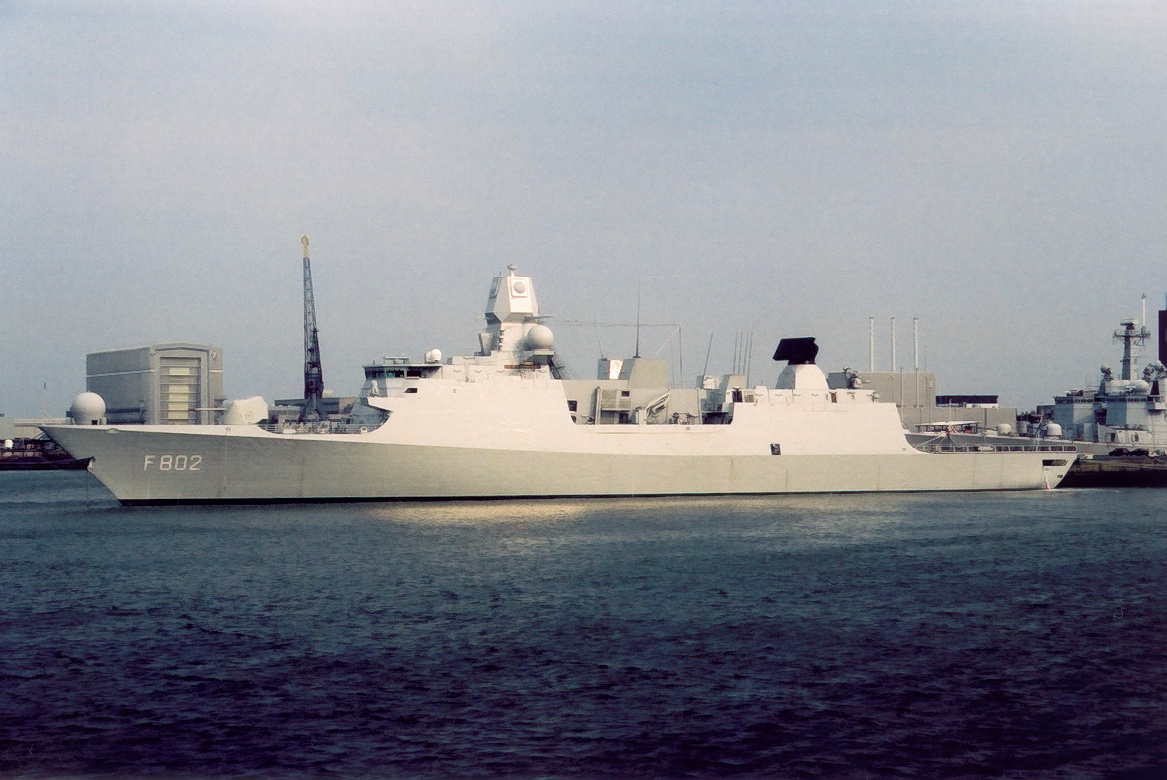
Die F802 der Königlichen Marine am Kai
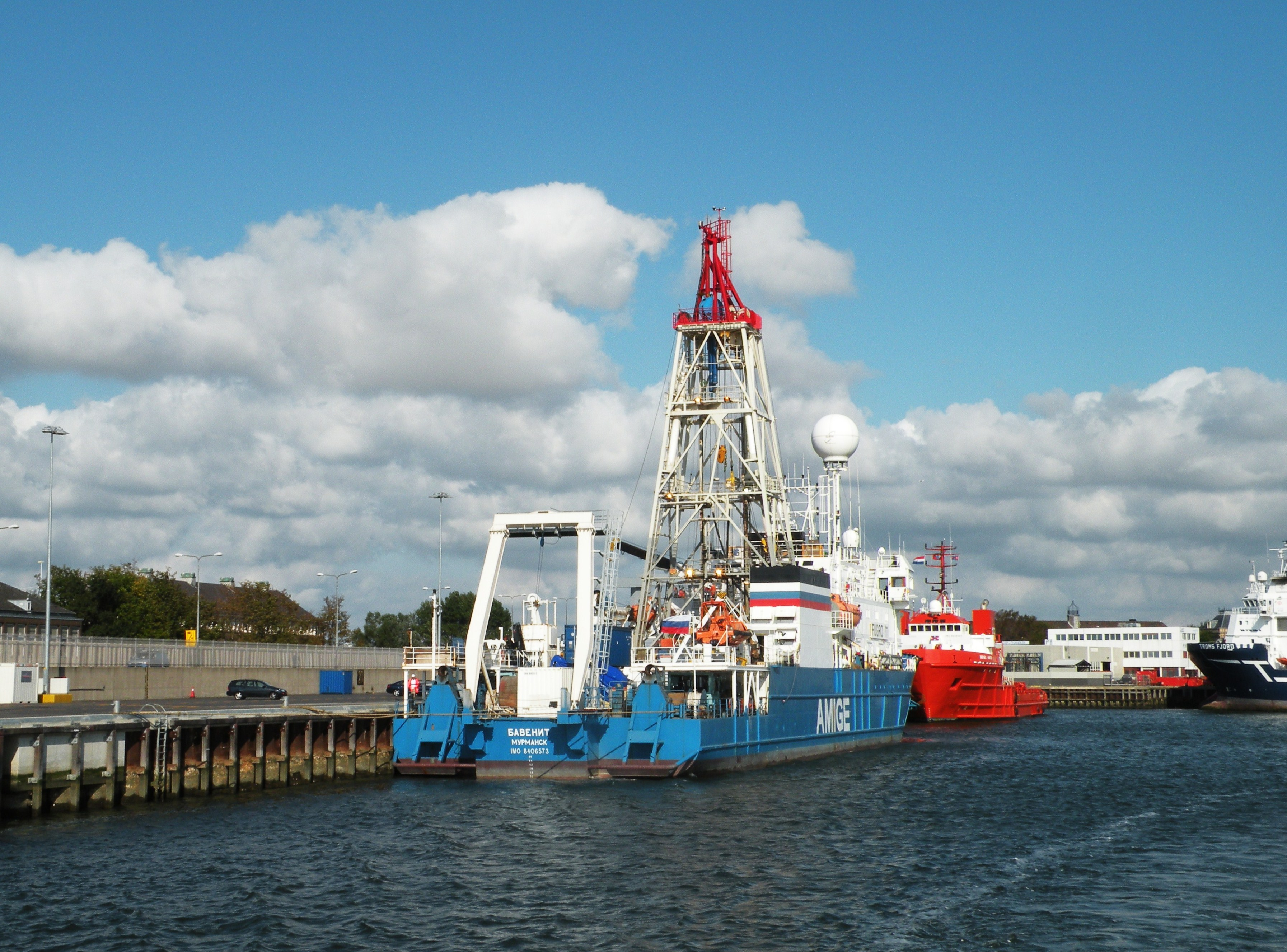
Marinehafen
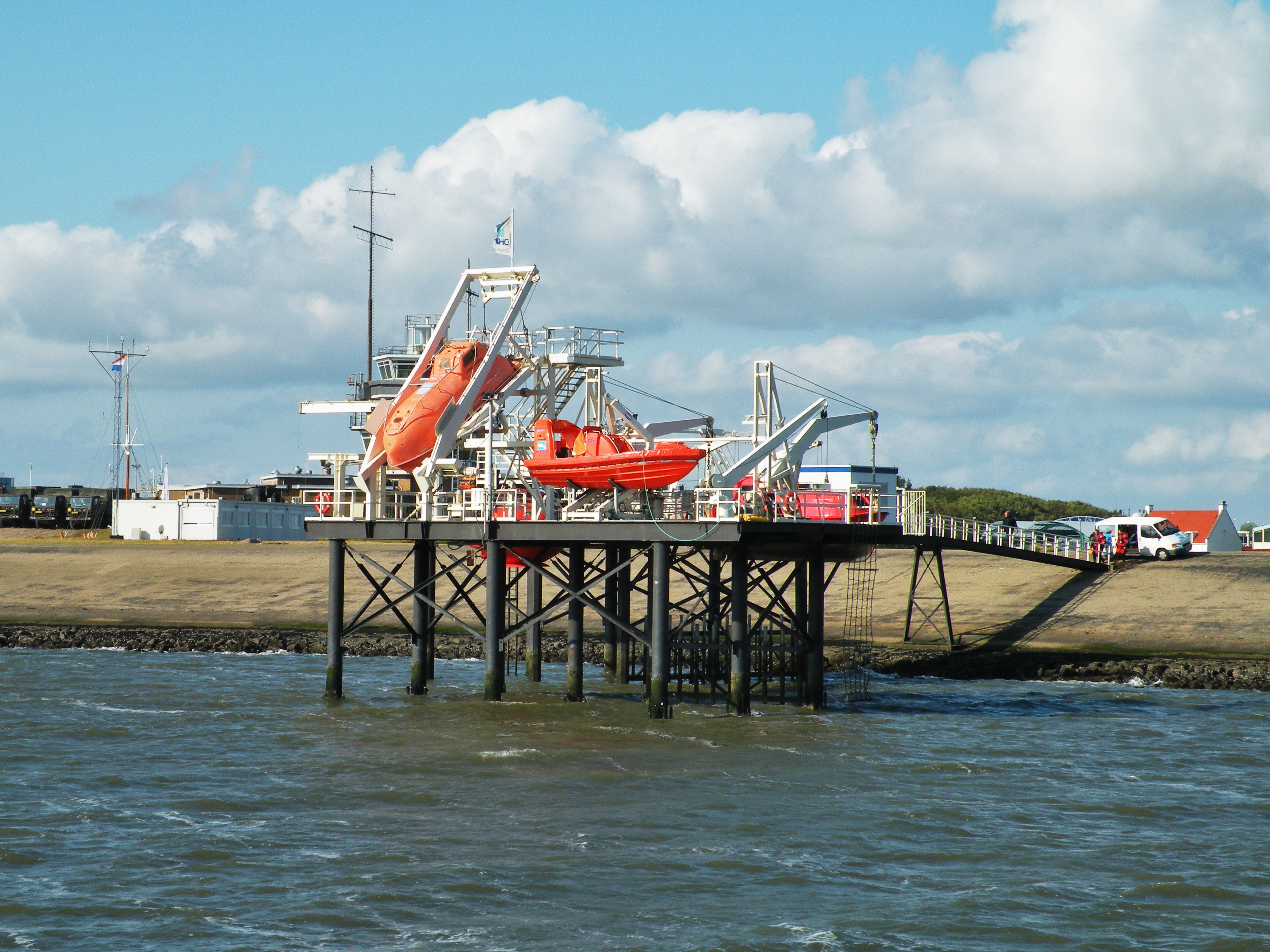
Trainingseinrichtung für Rettungsboote
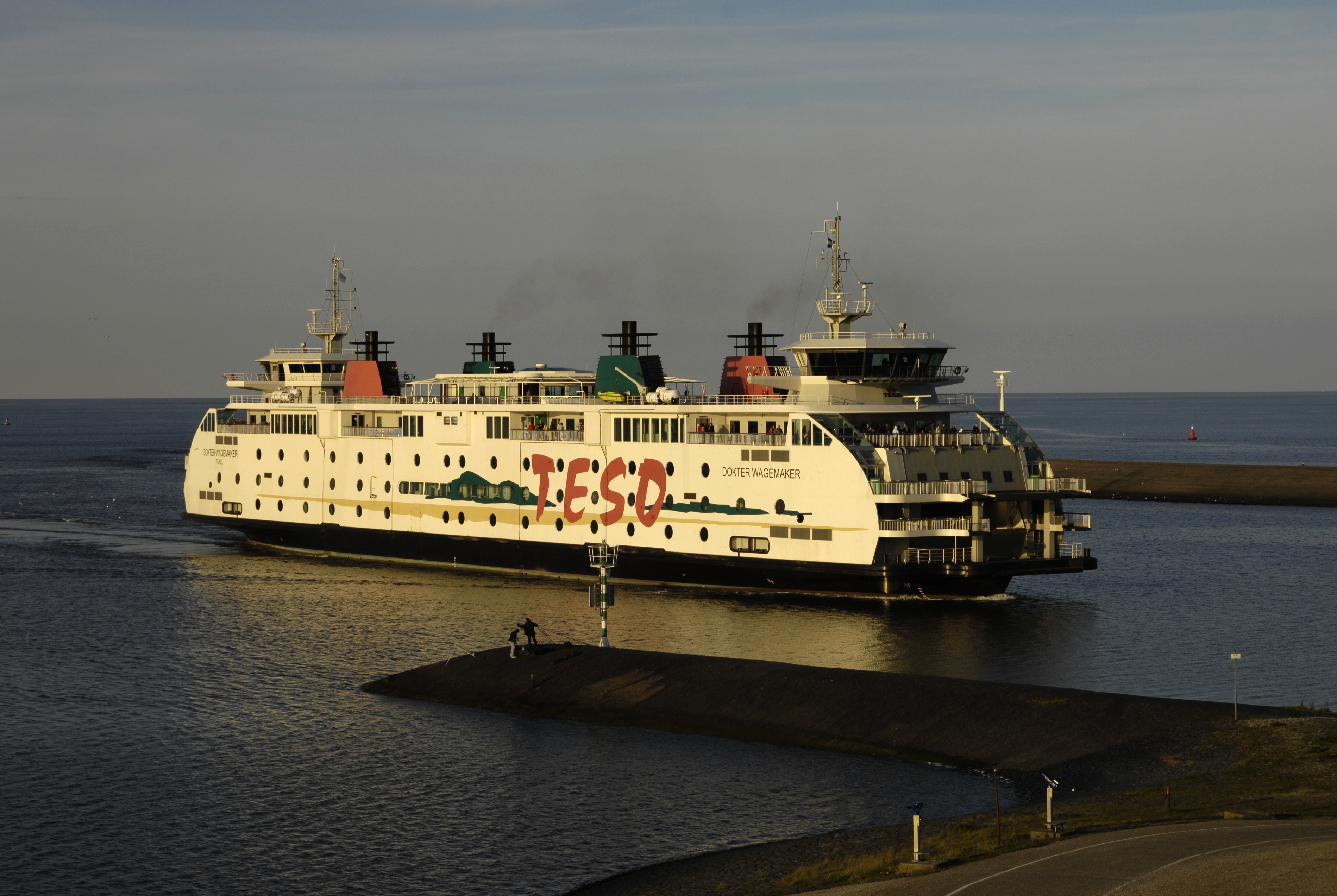
Fähre nach Texel

## Persönlichkeiten
- Feike Asma (1912–1984), Organist, Komponist und Dirigent
- Marleen Barth (* 1964), Politikerin und Journalistin
- Karel P. C. de Bazel (1869–1923), Architekt
- Agnes Berck (1933–2009), Bildhauerin
- Petrus Johannes Blok (1855–1929), Historiker
- Edith Bosch (* 1980), Judoka
- Gré Brouwenstijn (1915–1999), Sopranistin
- Comelis Deelder (1853–1928), altkatholischer Geistlicher und Kirchenhistoriker
- Cornelius Johannes de Groot (1883–1927), Hochfrequenzingenieur und Funkpionier
- Hans van der Heide (* 1958), Musiker und Komponist
- Gerardus ’t Hooft (* 1946), Physiker
- André Jolles (1874–1946), Literaturwissenschaftler
- Ger Klein (1925–1998), Politiker
- Djoao Lobles (* 2001), Mittelstreckenläufer
- Elien Meijer (* 1970), Ruderin, Silbermedaillen-Gewinnerin im Achter bei Olympia
- Eduard Meijers (1880–1954), Hochschullehrer
- Kim Molenaar (* 2000), Handballspielerin
- Ed Nijpels (* 1950), Politiker
- Martine Ohr (* 1964), Hockeyspielerin
- Anton Pieck (1895–1987), Maler, Zeichner und Grafiker
- Erwin Koen (* 1978), Fußballspieler
- Henri Christiaan Pieck (1895–1972), auch genannt Den Helder, Maler, Architekt und Grafiker, Widerstandskämpfer gegen den Nationalsozialismus, Häftling im KZ Buchenwald und Mitglied der niederländischen Widerstandsgruppe
- Aletta Ruijsch (1860–1930), Malerin
- August Lodewijk Willem Seyffardt (1840–1909), Offizier und Politiker
- Hans Smits (* 1956), Wasserballspieler
- Reindert Wepko van de Wint (1942–2006), Maler, Bildhauer und Architekt